# Sol Libsohn
Sol Libsohn (* 5. Februar 1914 in New York City; † 21. Januar 2001 in Princeton, New Jersey) war ein US-amerikanischer Fotograf und Mitbegründer der Photo League. Die Photo League war eine Organisation von Fotografen in New York City, die sich der Dokumentation des Lebens in den Arbeitervierteln widmete. Sie wurde 1936 gegründet und bot ihren Mitgliedern Schulungen, Ausstellungsräume und eine Plattform für den Austausch über soziale und kreative Themen. Die Photo League spielte eine wichtige Rolle bei der Entwicklung der sozialdokumentarischen Fotografie in den USA. 

## Leben
Sol Libsohn begann seine fotografische Laufbahn als Autodidakt. Nach seinem Abschluss am City College of New York arbeitete er für die Works Progress Administration (WPA) als Modell für Wandmaler und begann bald darauf, das Leben der New Yorker während der Weltwirtschaftskrise zu dokumentieren. Diese Erfahrungen führten 1936 zur Gründung der Photo League zusammen mit Sid Grossman.  
Während des Zweiten Weltkriegs arbeitete Sol Libsohn mit einem Fotografenteam der Standard Oil Company of New Jersey an dem dokumentarischen Projekt „There is a drop of oil in the life of everyone“. Außerdem entstanden „The Trucking Story“, eine Serie, die Lastwagenfahrer auf ihren Überlandfahrten dokumentierte, und eine Serie über das Leben im Zirkus Ringling Brothers and Barnum & Bailey. Ab den 1950er Jahren wurden Sol Libsohns Arbeiten in zahlreichen Magazinen veröffentlicht und in wichtigen Ausstellungen gezeigt, darunter The Family of Man im Museum of Modern Art. Er lehrte Fotografie an der Princeton University.